# Halyzia
Genre
Halyzia est un genre d'insectes coléoptères de la famille des coccinelles.

## Liste des espèces
Selon BioLib (31 mars 2023) :
- Halyzia dejavu Poorani & Booth, 2006
- Halyzia feae Gorham, 1895
- Halyzia ichiyanagii Kitano, 2019
- Halyzia nepalensis Canepari, 2003
- Halyzia sanscrita Mulsant, 1853
- Halyzia sedecimguttata (Linnaeus, 1758) - seule espèce européenne
- Halyzia straminea (Hope in Gray, 1831)
- Halyzia tschitscherini Semenow, 1895

## Description
Halyzia sedecimguttata est une coccinelle orangée à points blancs.
Les bordures de la carapace sont transparents, ce qui est rare chez les insectes.

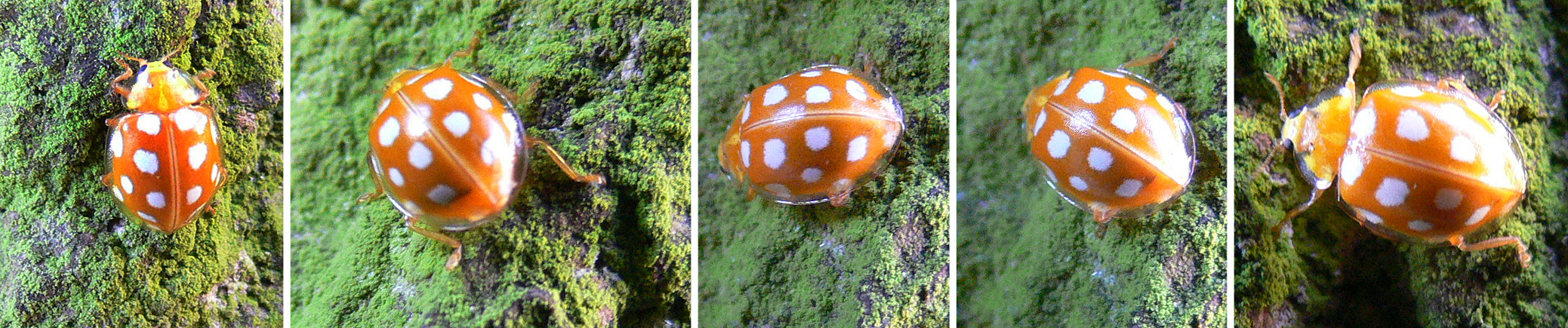
Halyzia sedecimguttata, photographiée en activité en janvier, dans le nord de la France

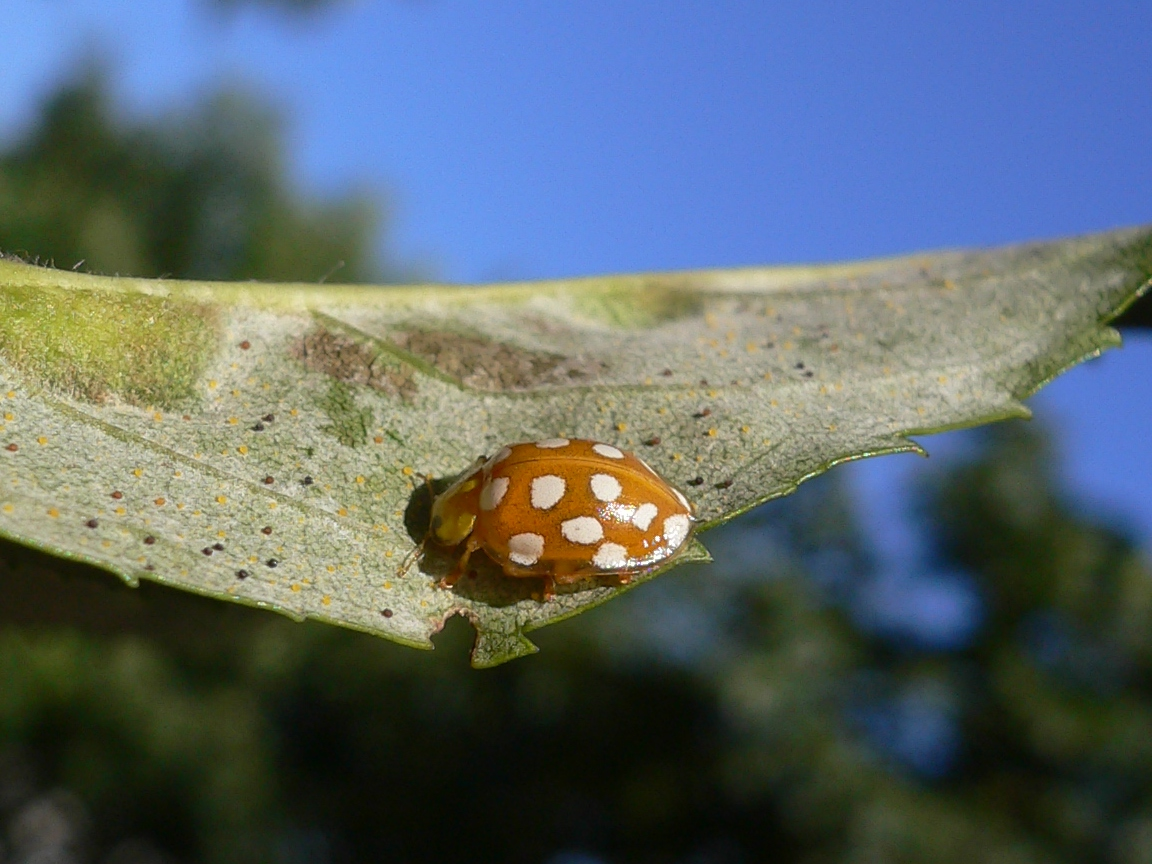
.. Sur feuille malade du mildiou

## Alimentation
C'est un insecte mycophage (qui mange des champignons, ou spores de champignons), qu'on trouve souvent pour cette raison à proximité du bois-mort ou de champignons ou sur des feuilles malades. Pour cette raison également, on peut le voir avant l'apparition des pucerons en fin d'hiver et au début du printemps, puis le jour sur des écorces, branches et feuilles de chênes, noisetiers et divers arbustes. 
Il se nourrit du mycélium ou des spores
- de Phycomycètes péronosporales,
- d'Ascomycètes (érisyphales et discales),
- de Basidiomycètes, urédinales,
- de Deutéromycètes hyphales.

Cet insecte, comme d'autres coccinellidés (tous de la même tribu des Halyziini) a la particularité de spécialement apprécier les spores de champignons (ou d'algues) phytopathogènes du type
- oïdium,
- rouille et
- mildiou.

Autres espèces consommant également des champignons :
- Calvia quatuordecimguttata,
- Psyllobora vigintiduopunctata,
- Rhizobius litura (qu'on trouve dans la strate herbacée, de cultures ou vergers),
- Tytthaspis sedecimpunctata.